# Електрична мережа

Загальна схема розташування електричних мереж. Напруги та зображення електричних ліній притаманні для Німеччини та інших європейських систем.

Електри́чна мере́жа або електромере́жа — взаємопов'язана мережа, призначена для постачання та розподілу електричної енергії від постачальників до кінцевих споживачів. Вона складається з генерувальних станцій, високовольтних ліній електропередавання та розподільних ліній, які доправляють енергію до розподільних пристроїв підстанцій, ввідних пристроїв, ввідно-розподільних пристроїв, та головних розподільних щитів.

## Вступ
Великі, просторово суміжні та електрично з'єднані електромережі, називають об'єднаними електромережами, невеликі просторово розділені електромережі — острівними. Електричні мережі на облавку транспортних засобів і літаків, називаються бортовими. Історична назва для електромережі — освітлювальна мережа, оскільки електрична енергія спочатку замислювалася та застосовувалася майже винятково для освітлення лампами розжарення.
Електростанції можуть бути розташовані у віддалених місцях — в районах паливних ресурсів, на дамбах, джерелах геотермальної енергії, чи пустелях, для отримання енергії сонця. Щоби передати електроенергію до промислових районів чи звичайних споживачів, потрібно підвищити напругу за допомогою силового трансформатора і вже тоді постачати її мережею ліній електропередач.
Основна кількість електричної енергії подорожує на великі відстані, часто за межі країни, поки не дійде до регіональних компаній постачання.
Для отримання електроенергії з високовольтних ліній, напругу потрібно понижувати з рівня передавання, до рівня постачання, що роблять на понижувальних підстанціях, звідки розподіляють на щити, де понижують ще раз, і зрештою з них — споживачам.
Поступове спорудження потужних електростанцій в Україні, обумовило розвиток системоутворювальних мереж — ЛЕП 220, 330, 400, 500 і 750 кВ змінного та 800 кВ постійного струму. Станом на 2011 рік, протяжність високовольтних українських електричних мереж становила понад 1 млн кілометрів повітряних та кабельних ліній електропередавання напругою 6-750 кВ (для прикладу у Німеччині 2014 року, довжина усіх електричних мереж сягала близько 1,8 мільйона кілометрів, з яких 1 156 800 км — мережі низьковольтного рівня). 

## Інші визначення
Магістральна електрична мережа — електрична мережа, призначена для передавання електричної енергії від виробника до пунктів приєднання місцевих (локальних) мереж;
Міждержавна електрична мережа — електрична мережа, призначена для передавання електричної енергії між державами;

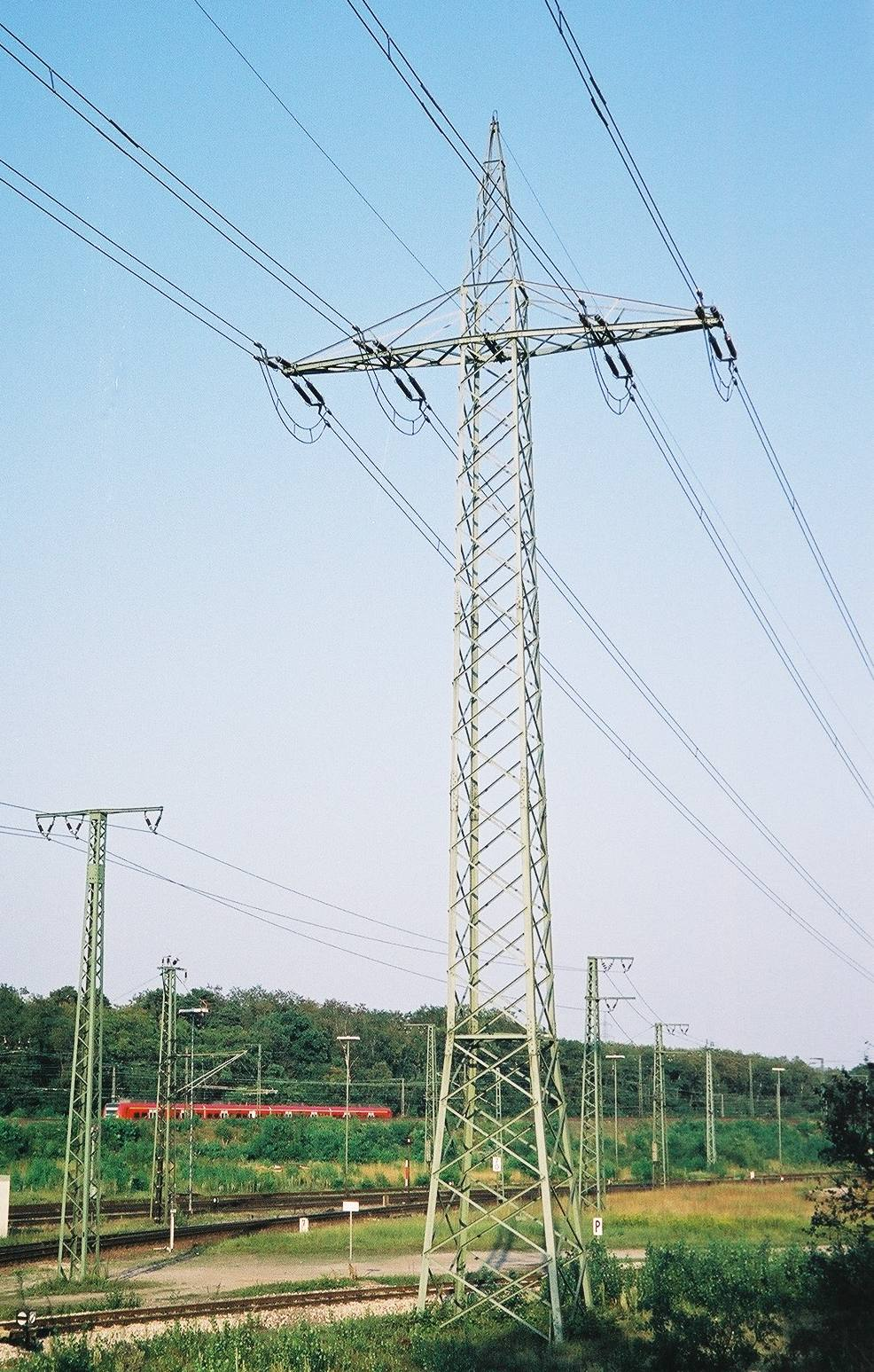
Високовольтна лінія електропередачі

Місцева (локальна) електрична мережа — приєднана електрична мережа, призначена для передавання та розподілу електричної енергії від магістральної електричної мережі до споживача;
Об'єднана енергетична система України — сукупність електростанцій, електричних і теплових мереж, інших об'єктів електроенергетики, які об'єднані спільним режимом виробництва, передавання та розподілу електричної й теплової енергії з централізованим керуванням цим режимом.

## Технічний бік

### Рівні напруги
Електричні мережі Європи класифікуються згідно з робочою напругою, за якої вони передають електричну енергію. 
- Надвисока напруга: зазвичай 220 кВ або 380 кВ у Західній Європі.[5] У Канаді та США використовуються 735 кВ і 765 кВ. В Україні є розгалужена мережа напругою 750 кВ, окремі лінії якої також ведуть до Польщі, Угорщини, Румунії та Болгарії.

- Висока напруга: від 60 кВ до 150 кВ. Для прикладу, у Німеччині та Австрії 110 кВ використовується майже повсюдно.[5] Крім того, ще наявні лінії з робочою напругою 60 кВ, та мережа ліній 65 кВ.[6]

- Середня напруга: від 1 кВ до 35 кВ. Напруга від 20 до 25 кВ є звичайною для мереж із великою часткою повітряних ліній, розлогої сільської місцевості та для нових установок. У міських районах, де все ще є застарілі підземні кабелі, виготовлені з паперовою ізоляцією та свинцевою оболонкою та алюмінієвими жилами, використовується нижча середня напруга 10 кВ.[7]

- Низька напруга: менше ніж 1 кВ. Напруга 230 В/400 В застосовується переважно в побуті. Інші низькі напруги застосовуються в промисловості, наприклад 500 В або 690 В.

### Призначення окремих мереж
- Мережа постачання використовує трифазну систему надвисокої напруги (нім. DHÜ, англ. HVAC). Вона розподіляє енергію, вироблену електростанціями та подану в загальнонаціональну мережу, до силових трансформаторів, розташованих поблизу основних точок споживання. Вана також приєднана до міжнародної мережі крізь так звані сполучні лінії.

- Розподільна високовольтна мережа, яка в Європі зазвичай працює на 110 кВ, забезпечує загальний розподіл електроенергії. Звідси ведуть лінії в різні регіони, мегаполіси до окремих підстанцій чи великих промислових компаній. Ними забезпечується потреба в потужності від 10 до 100 МВт.

- Мережа середньої напруги розподіляє електроенергію до регіонально розподілених трансформаторних підстанцій або великих об’єктів, таких як лікарні чи заводи. Муніципальні комунальні підприємства, які також часто експлуатують невеликі електростанції з поєднаним виробництвом тепла та електроенергії (наприклад ТЕЦ), подають власну електроенергію в мережу середньої напруги.

- Низьковольтні мережі відповідають за остаточний розподіл. У Європі, як і в Україні, низька напруга перетворюється на звичайні 230 В/400 В, 50 Гц і використовується для живлення приватних домогосподарств, невеликих промислових компаній, підприємств і адміністрацій. Невеликі фотоелектричні системи, як от приватні, живлять мережу надлишковою електроенергією на цьому ж рівні низької напруги.

### Керування напругою
Розподільні трансформатори в мережі середньої напруги, зазвичай мають сталий коефіцієнт трансформації. Для того, щоби напруга мережі у споживача була більш-менш незмінною, попри значні коливання навантаження які відбуваються протягом дня, коефіцієнт трансформації силових трансформаторів між мережею високої та середньої напруги (наприклад, 110 кВ/20 кВ) можна змінювати у певних межах. Задля цього від первинної обвитки трансформатора, назовні виведено кілька відводів та навмисно побудований особливий перемикач, так званий ступеневий перемикач котрий дозволяє перемикатися між відводами без потреби вимикати трансформатор. Ця дія називається регулюванням напруги. Щоби багато пристроїв працювали належним чином, напруга в мережі повинна підтримуватися у вузьких межах (наприклад для освітлення +/- 5%). Надто високі або занадто низькі напруги, можуть бути спричинені пошкодженнями.

## Знеструмлення
Основна стаття: Віялові вимкнення
Вимкнення електроенергії (також називається припиненням живлення, пропаданням електроенергії, збоєм в електроживленні) є втратою електроенергії на певній ділянці. Збої в електропостачанні можуть бути викликані несправностями на електростанціях, пошкодженням ліній електропередавання підстанцій або інших частин системи розподілу (обмерзання, буревій, воєнні дії, тероризм), коротким замиканням, каскадним збоєм, спрацьовуванням запобіжника або автоматичного вимикача, а також людською помилкою. Збої в електропостачанні особливо загрозливі в місцях, де навколишнє середовище та громадська безпека перебувають під загрозою. Такі установи, як лікарні, очисні споруди, шахти, притулки тощо, здебільшого мають резервні джерела живлення, як от запасні генератори, ДБЖ котрі автоматично запускаються у разі втрати основної електроенергії. Інші дуже важливі системи, наприклад телекомунікаційні, також повинні мати додаткове живлення. Акумуляторна кімната телефонної станції зазвичай, має збірки свинцево-кислотних батарей для запасного живлення, а також силовий роз'єм для приєднання генератора під час тривалих періодів вимкнення.

## Джерело
- ДНАОП 0.00-1.32-01. Правила будови електроустановок. Електрообладнання спеціальних установок.